# Air Leasing Cameroon
 (septembre 2020).
Air Leasing Cameroon est une compagnie de charters aériens basée à Douala, au Cameroun,.